# Musashi: Samurai Legend
Musashi: Samurai Legend, известная в оригинале как Musashiden II: Blade Master (яп. 武蔵伝II ブレイドマスター мусасидэн цу: бурэидо масута:, «Легенда Мусаси II: Мастер клинка») — японская компьютерная игра в жанре ролевой боевик для приставки PlayStation 2, разработанная и выпущенная в 2005 году компанией Square Enix. Изначально вышедшая на территории Северной Америки, несколькими месяцами спустя появилась в Японии и позже PAL-регионе. Представляет собой прямое продолжение игры Brave Fencer Musashi, которая была издана для консоли PlayStation ещё в 1998 году.

## Геймплей
Геймплей заимствовал многие элементы предыдущей части и в большинстве аспектов остался прежним. Сражения по-прежнему осуществляются в реальном времени, игрок ведёт персонажа через шесть глав, выполняет разнообразные второстепенные квесты, побеждает противников и развивает тем самым своего героя. Существенное отличие коснулось графики, которая значительно улучшилась благодаря задействованной здесь сел-шейдерной анимации. По сюжету протагонист по имени Мусаси противостоит организации под названием Gandrake Enterprises, захватившей в заложницы принцессу и стремящейся захватить весь мир.

## Сюжет
События игры во многом перекликаются с японской культурой, в частности, весь образ главного героя основан на легендарном японском фехтовальщике Миямото Мусаси. Название вспомогательного оружия персонажа «The Great Oar» отсылается к знаменитой битве между Миямото и Сасаки Кодзиро. Пять мечей, которые Мусаси должен разыскать во время путешествия, перекликаются с «Книгой пяти колец», философским трактатом, написанным самураем в ходе своего долгого жизненного пути. Имена всех положительных персонажей соответствуют названиям различных сыров, тогда как злодеи названы по аналогии с сортами вин. Название оружия главного антагониста AK4D7 напоминает реально существующий автомат АК47.

## Разработка
Исполнительным продюсером на сей раз вместо Хиронобу Сакагути выступил Такаси Токита, за дизайн персонажей по-прежнему отвечал художник Тэцуя Номура, в этом ему помогал иллюстратор Такеси Фудзимото. Основной музыкальный ряд для саундтрека сочинили композиторы Масаси Хамаудзу и Дзюнъя Накано, при этом заглавную песню под названием «Samurai Struck» записала японская сёрф-рок-группа Surf Coasters. Руководителем и режиссёром проекта вновь выступил Ёити Ёсимото, роль геймдизайнера исполнил Таи Ясуэ.

## Отзывы
| Сводный рейтинг    | Сводный рейтинг |
| Агрегатор          | Оценка          |
| ------------------ | --------------- |
| GameRankings       | 66,38 %         |
| Metacritic         | 64 / 100        |
| Иноязычные издания |                 |
| Издание            | Оценка          |
| 1UP.com            | B-              |
| GamePro            | 4,5 / 5         |
| GameSpot           | 7 / 10          |
| GameSpy            | 3 / 5           |
| IGN                | 5,2 / 10        |

Musashi: Samurai Legend, в отличие от предшественницы, не имела в Японии такого же большого коммерческого успеха — за первую неделю после релиза было продано всего лишь 58 тысяч копий, тогда как по состоянию на 31 августа 2005 года японские продажи составили 80 тысяч экземпляров. Игра удостоилась смешанных отзывов средств массовой информации, так, агрегаторы рецензий Metacritic и GameRankings присвоили ей рейтинги в 64 и 66,38 % соответственно.